# ونچوان
ونچوان (به لاتین: Wenchuan County) یک شهرستان در جمهوری خلق چین است که در Ngawa Tibetan and Qiang Autonomous Prefecture واقع شده‌است.

## خصوصیات
ونچوان ۴٬۰۸۴ کیلومترمربع مساحت و ۱۰۶٬۱۱۹ نفر جمعیت دارد.